# CE Camelopardalis
CE Camelopardalis eller HD 21389, är en ensam stjärna i nebulosan VdB 15 i den södra delen av stjärnbilden Giraffen. Den har en genomsnittlig skenbar magnitud av ca 4,54 och är svagt synlig för blotta ögat där ljusföroreningar ej förekommer. Baserat på parallaxmätning inom Hipparcosuppdraget på ca 1,3 mas, beräknas den befinna sig på ett avstånd på ca 3 100 ljusår (ca 975 parsek) från solen. Den rör sig närmare solen med en heliocentrisk radialhastighet på ca -6 km/s och ingår i föreningen Camelopardalis OB1 av stjärnor med gemensam egenrörelse. Sedan 1943 har stjärna använts som en stabil referenspunkt för klassificering av andra stjärnor.

## Egenskaper

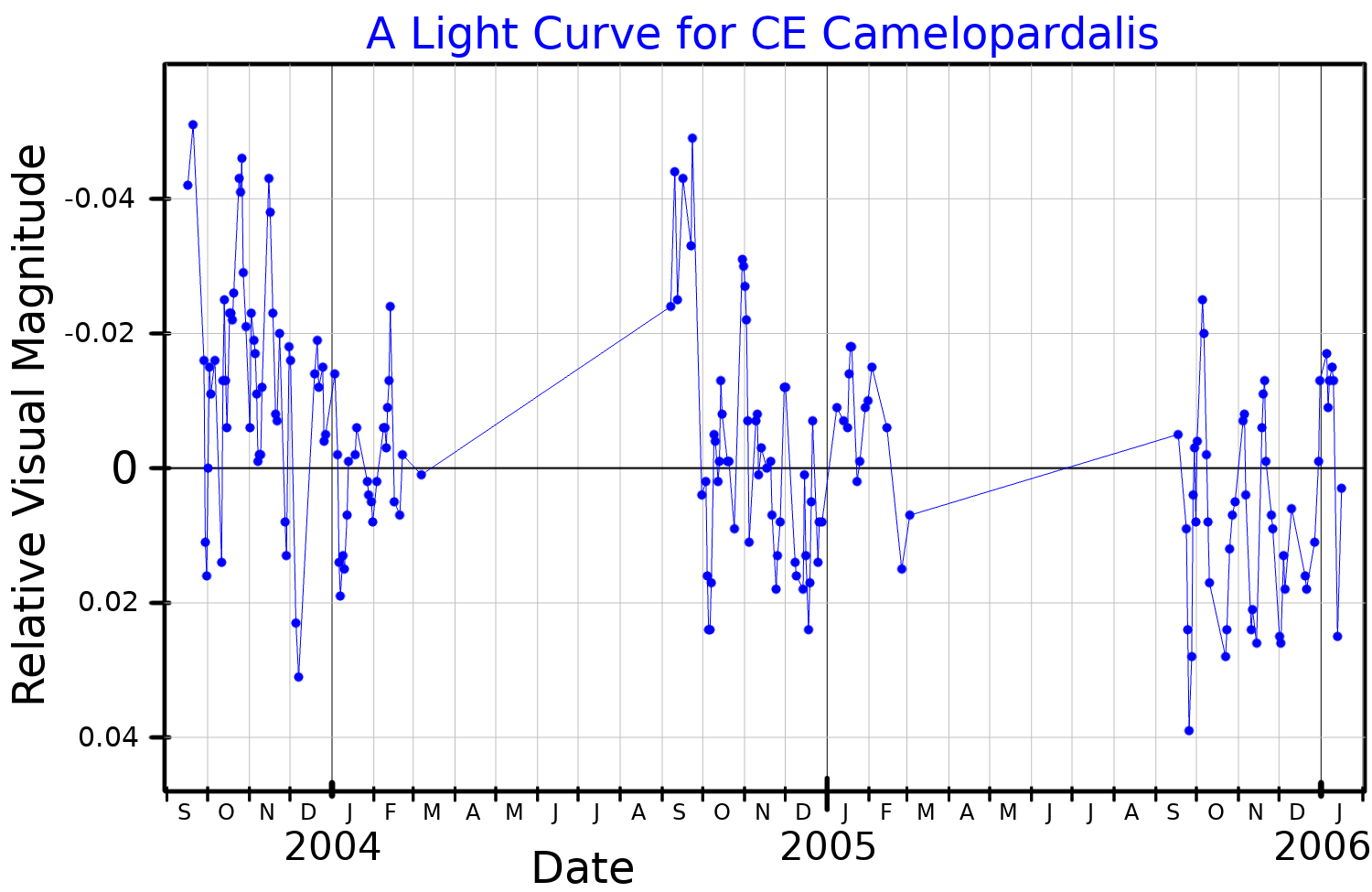
Ljuskurva i visuella bandet av CE Camelopardalis, plottad från Corliss1 et al. (2015)

CE Camelopardalis är en blå till vit superjättestjärna av spektralklass A0 Iae. Den har en massa som är ca 19 solmassor, en radie som är ca 97 solradier och har ca 55 000 gånger solens utstrålning av energi från dess fotosfär vid en effektiv temperatur av ca 9 700 K. Hohle et al. kom, med hjälp av parallax, kantskymning och analys av spektrum, fram till en massa av 14,95 ± 0,41 solmassor och luminositet 62 679 gånger solens.

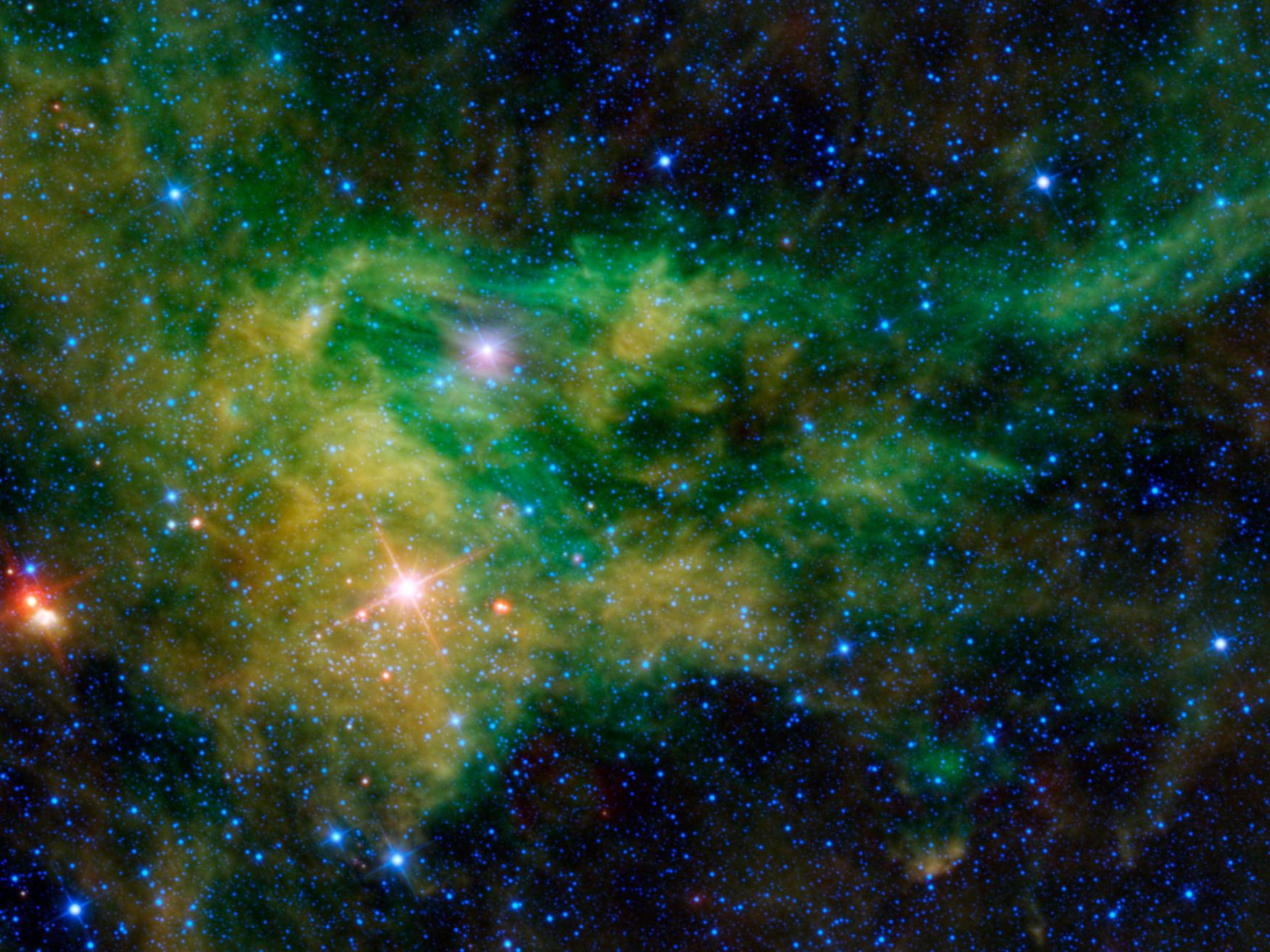
CE Camelopardalis och den omgivande nebulosan i infraröda våglängder. (Credit: NASA/JPL-Caltech/UCLA)

CE Camelopadarlis är inbäddad i ett stort molekylärt stoftmoln, varav en del lyser som en reflektionsnebulosa (VdB15 eller BFS 29). Detta är en region med pågående stjärnbildning med stjärnor som är mellan en och hundra miljoner år gamla. CE Camelopardalis själv tros vara cirka 11 miljoner år gammal, tillräckligt långt för att ha förbrukat dess förråd av väte i kärnan och utvecklats bort från huvudserien till en superjätte.